# Xyrichtys martinicensis
Xyrichtys martinicensis ist eine Fischart aus der Familie der Lippfische, die im westlichen tropischen Atlantik von den Bahamas und dem Süden Floridas über die Karibik und dem südlichen Golf von Mexiko bis zur Nordküste von Südamerika vorkommt. Die Art wurde nach ihrer Terra typica, der Karibikinsel Martinique, benannt.

## Merkmale
Xyrichtys martinicensis erreicht eine Maximallänge von 15 cm. Die Standardlänge liegt beim 3,2- bis 3,8-fachen der Körperhöhe. Die Fische sind seitlich stark abgeflacht. Das Kopfprofil ist steil und über den Augen deutlich gebogen. Das vordere Kopfprofil ist zu einer scharfen Kante ausgebildet.  Die Schnauze bildet fast einen rechten Winkel. An der Spitze beider Kiefer liegen je 2 große Fangzähne. Auf dem ersten Kiemenbogen befinden sich 21 bis 25 Kiemenrechen. Die Rückenflosse ist durchgehend und wird von 9 Stacheln und 12 Weichstrahlen gestützt, bei der Afterflosse sind es 3 Stacheln und 12, seltener 13 Weichstrahlen, in den Brustflossen 2 unverzweigte und 10 verzweigte 12 Weichstrahlen. Die Bauchflossen sind nicht filamentartig verlängert. Die Schwanzflosse ist abgerundet. Die Seitenlinie ist unterbrochen, der obere Abschnitt verläuft etwas unterhalb des Rückenprofils, der untere liegt auf der Mitte des Schwanzstiels. Die Basen von Rücken- und Afterflosse, die Region vor der Rückenflosse, die Wangen, die Kiemendeckel und der Unterkiefer sind unbeschuppt.
Wie die meisten Lippfische ist Xyrichtys martinicensis ein protogyne Hermaphrodit und wird zuerst als Weibchen oder seltener, als kleines, den Weibchen ähnelndes kleines Männchen geschlechtsreif, beides wird als Initialphase bezeichnet. Mit der Zeit verändern die Individuen der Initialphase ihre Farbe, die Weibchen wechseln das Geschlecht, und nehmen die prächtigere Färbung großer Männchen an. Dies wird als Terminalphase bezeichnet. Xyrichtys martinicensis hat in der Initialphase einen hellen, grünlichen bis grüngrauen Rücken und eine pinkfarbene Unterseite. Ein undeutlicher orangeroter Streifen verläuft vom  Auge bis zur Schwanzflossenbasis. Auf den Wangen befindet sich ein dunkelbrauner Fleck, die Region davor und dahinter sind weiß. In der Terminalphase als großes Männchen sind die Fische blaugrün gefärbt mit goldenen Markierungen auf jeder Schuppe. Der Kopf ist gelblich bis goldfarben und zeigt hinter den Augen zahlreiche schmale, blaue, senkrechte Streifen. Die Iris ist rot. An der Basis der Brustflossen befindet sich ein großer dunkler Fleck.

## Lebensweise
Xyrichtys martinicensis lebt in Tiefen von 2 bis 20 Metern auf sandigen Meeresböden, ist relativ häufig und ernährt sich von hartschaligen Wirbellosen wie Weichtieren oder Krebstieren. Im Gefahrenfall flüchten die Fische kopfüber in den Sand.